# Repetent
Repetent (z lat. repetere = opakovat) je žák, který kvůli svému neprospěchu ve škole propadá a musí opakovat celý ročník.
V německy mluvících zemích jde také o vyučujícího na různých institucích. Na vysokých školách je to pokročilý student nebo už absolvent, který jako asistent s mladšími studenty opakuje už odpřednášenou látku. Také na teologických školách, jako jsou teologické konvikty nebo kněžské semináře, jde o absolventa, který pracuje jako seminární asistent. V římskokatolické církvi už mají kněžství, v protestantských jde obvykle jen o mladší svěcené služebníky, jako je tomu v evangelickém semináři v Maulbronnu nebo v evangelické nadaci v Tübingen.